# Donja Paklenica
Donja Paklenica naseljeno je mjesto u sastavu općine Doboj u Republici Srpskoj u BiH.

## Povijest
Donja Paklenica do Domovinskoga rata nalazila se u sastavu općine Maglaj. 

## Stanovništvo
| Donja Paklenica    |               |               |               |
| godina popisa      | 1991.         | 1981.         | 1971.         |
| Srbi               | 721 (94,37 %) | 726 (92,36 %) | 669 (96,81 %) |
| Muslimani          | 7 (0,91 %)    | 12 (1,52 %)   | 16 (2,31 %)   |
| Hrvati             | 5 (0,65 %)    | 5 (0,63 %)    | 3 (0,43 %)    |
| Jugoslaveni        | 20 (2,61 %)   | 25 (3,18 %)   | 0             |
| ostali i nepoznato | 11 (1,43 %)   | 18 (2,29 %)   | 3 (0,43 %)    |
| ukupno             | 764           | 786           | 691           |